# Молла, Георгий Ильич
Георгий Молла (рум. Gheorghe Mollo; род. 1 августа 1939, с. Копчак, Чадыр-Лунгский район, Молдавская АССР, СССР) — молдавский политик гагаузского происхождения. Исполняющий обязанности башкана (главы) АТО Гагаузия с 26 июля по 9 ноября 2002 года, во время вакансии этой должности после отставки Дмитрия Кройтора.

## Биография
Родился 1 августа 1939 года в селе Копчак.
В 1978 году окончил Харьковский Юридический Институт по специальности «правоведение». Свою рабочую деятельность начал в 1971 году, будучи в возрасте 17 лет, на заводе «Серп и Молот». 
В 2002 году вступил в должность первого заместителя Председателя Исполнительного Комитета АТО Гагаузия.
31 января 2002 года группа из 21 депутата-коммуниста Народного Собрания Гагаузии (НСГ) выразила вотум недоверия башкану (главе) Гагаузии и назначила на 24 февраля 2002 года организацию референдума по вопросу отстранения Дмитрия Кройтора от должности. В этот день большинство избирательных участков было закрыто, местные (исполнительные) власти автономии принимали меры по срыву референдума. Впоследствии в этих действиях были обвинены Дмитрий Кройтор, Михаил Кендигелян, Иван Бургуджи, но к тюремному заключению был приговорён только Иван Бургуджи, остальные уголовные дела позже были закрыты.
21 июня 2002 года под внутренним давлением и со стороны парламентского большинства во главе с ПКРМ в Парламенте Республики Молдова Дмитрий Кройтор подал в отставку с поста башкана Гагаузии, официально сославшись на то, что НСГ игнорирует его мнение при принятии решений и отвергает любые его инициативы.
НСГ 26 июля 2002 года отменило своё предыдущее решение о назначении председателя НСГ Ивана Кристиогло исполняющим обязанности башкана после отставки Дмитрия Кройтора и назначило и.о. башкана Гагаузии Георгия Моллу.
Это решение было принято после того, как генеральный прокурор автономного округа Георгий Лейчу направил в НСГ письмо, в котором заявил, что назначение Ивана Кристиогло и.о. башкана Гагаузии 10 июля 2002 года «было незаконным, поскольку нарушило Принцип разделения властей в государстве».
Среди проблем, с которыми столкнулся Георгий Молла в свой короткий переходный период, был вопрос обеспечения автономных школ учителями молдавского происхождения. В ходе переговоров с премьер-министром Василием Тарлевым Молла сообщил, что в то время в довузовских учебных заведениях Гагаузии для преподавания предмета «молдавский язык» требовалось бы более 70 преподавателей.

Молла заявил:
«...из-за нехватки учителей по молдавскому языку молодежь в учебных заведениях Гагаузии не знает государственного языка»
Хотя он неоднократно обращался в Министерство образования Республики Молдова, решить эту проблему ему не удалось.
Он также заявил, что существует множество проблем с обеспечением школ учебниками и специальной литературой. Кроме того заявил, что республиканское правительство в Кишинёве имеет задолженность по выплате зарплат учителям в автономии.
После тура выборов на должность башкана, признанных недействительными из-за отсутствия минимального числа избирателей, 20 октября 2002 года Георге Табунщик набрал 50,99 % голосов. 9 ноября 2002 года Георгий Табунщик вступил в должность башкана Гагаузии.
НСГ 4 декабря 2002 года утвердило кабинет министров, сформированный башканом Георгием Табунщиком. Также Ассамблея назначила бывшего и.о. башкана Георгия Моллу вице-башканом Гагаузии.
В июне 2005 года заместитель башкана Георге Молла встретился с делегацией бизнесменов из Турции во главе с министром внешней торговли Турции Куршатом Трузменом, предложив им инвестировать в несколько местных предприятий по производству строительных материалов, листового стекла и шифера, консервных банок, муки, а также в табак и виноделие.
Георгий Молла сообщил турецким бизнесменам, что в Гагаузии созданы условия для иностранных инвесторов и что власти Гагаузии окажут необходимую поддержку в реализации предложенных проектов.